# Wrześniczka (Sławsko)
Wrześniczka – przysiółek wsi Sławsko, położony w województwie zachodniopomorskim, w powiecie sławieńskim, w gminie Sławno.
Przez przysiółek przepływa struga Wrześniczka.
W latach 1975–1998 miejscowość administracyjnie należała do województwa słupskiego.